# Cernay-en-Dormois
Cernay-en-Dormois è un comune francese di 148 abitanti situato nel dipartimento della Marna nella regione del Grand Est.

## Società

### Evoluzione demografica
Abitanti censiti